# Henri Vogt
Henri Gustave Vogt (* 1864; † 1927) war ein französischer Mathematiker.
Vogt studierte an der École normale supérieure und wurde 1889 promoviert (Sur les invariants fondamentaux des équations différentielles linéaires du second ordre). Er war Professor am Lycée in Nancy und später Professor und Direktor des Instituts für Elektrotechnik und Mechanik der Universität Nancy (damals Faculté des Sciences Nancy). Er war Mitglied der Academie de Stanislas in Nancy.
Vogt war Mitarbeiter an der französischen Ausgabe der Enzyklopädie der mathematischen Wissenschaften.

## Schriften
- Éléments de mathématiques supérieures à l'usage des physiciens, chimistes et ingénieurs et des élèves de facultés des sciences, Paris: Vuibert 1907
  - Band 1: Compléments d'algèbre, géométrie analytique, calcul différentiel et intégral, 14. Auflage, Paris: Vuibert 1934
  - Band 2: Éléments de mathématiques supérieures (mécanique), à l'usage des candidats au certificat de mathématiques générales et des ingénieurs, Paris: Vuibert 1931 (herausgegeben von Paul Mentré)
- Problèmes de mécanique. Solutions des exercices proposés dans les Éléments de mathématiques supérieures. T. 2 : Mécanique, Vuibert 1934 (mit Paul Mentré)
- Leçons sur la résolution algébrique des équations (Vorwort Jules Tannery), Paris: Nony 1895